# موسی اسوار
موسی اَسوار (زادهٔ ۳ مرداد ۱۳۳۲) مترجم ایرانی و عضو پیوسته‌ی فرهنگستان زبان و ادب فارسی است. او آثار برخی از شاعران و نویسندگان عرب مانند محمود درویش، نزار قبانی و جبران خلیل جبران را به فارسی ترجمه کرده‌است.